# Piccolo Buddha
Piccolo Buddha (Little Buddha) è un film del 1993 diretto da Bernardo Bertolucci.
Da esso è stato tratto un omonimo romanzo scritto da Gordon McGill.

## Trama
(Lama Norbu)
Monastero di Paro, Bhutan. Il dotto e rispettato Lama Norbu, anziano monaco buddhista tibetano scappato dal Tibet nel 1959 a seguito dell'occupazione politica e militare da parte dei cinesi, viene informato che la probabile reincarnazione di Lama Dorje, il suo insegnante morto da nove anni nonché noto educatore del Dalai Lama, è stata trovata in un bambino statunitense di Seattle. Con la benedizione dell'abate del suo monastero, dove un gruppo di monaci è intento a realizzare un maṇḍala di sabbia propiziatorio, e accompagnato dal suo brillante discepolo, Champa, Lama Norbu parte subito per Seattle.
Una volta atterrato, incontra Kenpo Tenzin, suo antico studente in Bhutan e ora responsabile di un piccolo monastero per studenti occidentali, con cui discute i sogni e i presagi che l'hanno condotto di recente a scoprire la casa dei coniugi Dean e Lisa Konrad, lui ingegnere e lei insegnante di matematica. Essi hanno un figlio, Jesse, nato un anno dopo la morte di Lama Dorje, che nei sogni indicava al Kenpo Tenzin la zona dove in seguito sarebbe stata costruita la casa dei Konrad. Insieme al discepolo, il maestro visita la famiglia al completo, e spiega a Dean e Lisa i motivi che l'hanno condotto a casa loro, chiedendo poi di poter trascorrere un po' di tempo con il bambino per accertare la sua ipotesi. I coniugi Konrad accettano, meravigliati e insieme turbati, e Lama Norbu lascia a Jesse un libro, Il piccolo Buddha. La storia del principe Siddhartha, che il bambino inizia a leggere con viva curiosità insieme a sua madre.
La scena si sposta nell'India di duemilacinquecento anni prima, quando la regina Maya ritorna alla casa paterna per dare alla luce il suo bambino, che nasce nel mezzo di una foresta, accompagnato da molti splendidi auspici, in tono con la benedizione da parte di un cucciolo di elefante che la donna aveva ricevuto al principio della gravidanza. Il re Suddhodana organizza una festa in cui presenta suo figlio al popolo, e nel mezzo dei festeggiamenti si presenta Asita, un riverito astrologo ed eremita che nessuno incontra da anni. Il vecchio saggio annuncia che il bambino, chiamato Siddhārtha, cioè «Colui che ha raggiunto lo scopo», diverrà il Signore del mondo o il suo redentore. Una settimana dopo, però, Maya si ammala e muore.
Dean informa Lisa che Evan, il suo socio in affari, ha fatto bancarotta, e che di conseguenza i Konrad rischiano di perdere la casa. Frattanto, Jesse e Lama Norbu si incontrano come previsto, e incominciano a parlare di Lama Dorje e della ricerca della sua reincarnazione. Subito dopo proseguono parlando di Siddhārtha, che ormai adulto si è sposato con la bellissima Yashodharā, che è sul punto di dargli un figlio. Il principe ereditario è un abile arciere, cavallerizzo e lottatore che vive tra gli agi e i lussi di corte, mantenuto opportunamente lontano dai dolori della vita esterna secondo gli ordini di Suddhodana, che desidera che segua le sue orme e vuole mantenerlo inconsapevole della sofferenza.
Poco dopo, Jesse visita il monastero buddhista di Seattle, dove Lama Norbu ha portato alcuni oggetti di Lama Dorje, con cui il bambino denota subito una particolare familiarità. Il maestro prosegue raccontando di Siddhārtha, che un giorno manifesta il desiderio di lasciare la reggia per vedere finalmente la sua città. Nonostante le attente e occulte precauzioni del padre, incontra due vecchi per la strada. Incuriosito, esplora un quartiere povero, in cui incontra una vecchia moribonda, vari malati e un morto ormai sul punto di essere cremato. Dopo aver assistito al primo funerale della sua vita, Siddhārtha scopre il legame tra tutte le cose viventi e la compassione.
Dean raggiunge Jesse al monastero ed espone i suoi dubbi sul percorso del figlio a Lama Norbu, che dal canto suo indica al padre la necessità di portare Jesse al Monastero di Paro, dove insieme all'abate e agli altri esperti lo studieranno per essere sicuri che sia o meno la reincarnazione che cercano. Poco dopo Dean viene avvertito che Evan è morto a San Francisco in un incidente molto sospetto, e a questo punto cade nello sconforto, domandandosi che cosa sarà di lui e della sua famiglia. 
Nel frattempo il racconto prosegue: Siddhārtha affronta suo padre, e decide di non poter più proseguire con la sua vita da privilegiato, preferendo scoprire una soluzione all'esistenza basata sul ciclo di nascita, morte e rinascita. Il re l'invita a ripensarci, soprattutto tenendo conto del fatto che suo figlio è appena nato, ma Siddhārtha è irremovibile: deve trovare le risposte con cui beneficiare tutti gli esseri viventi.
Jesse prosegue pensando a Siddhārtha che, aiutato dall'auriga Channa, lascia la corte paterna per recarsi nella foresta in cui è nato, e dove si unisce a cinque asceti nelle severe pratiche spirituali del suo tempo, dedicandosi alla meditazione e alla privazione fisica di ogni comodità. Per sei anni Siddhārtha e gli asceti, che ormai si considerano suoi discepoli, si sospingono ai limiti della loro tolleranza, ma un giorno, sul fiume davanti all'albero ai cui piedi Siddhārtha medita immobile da anni, passa una zattera, sulla quale c'è un musico che dà un consiglio al suo allievo: sentendo quelle poche semplici parole, Siddhārtha intuisce la realtà della Via di mezzo, il sentiero tra tutti gli opposti estremi capace di condurre all'Illuminazione. Scosso dalla rivelazione, si alza e, malfermo sulle gambe, si reca al fiume, vi si lava e nuota. Una pastorella gli offre del cibo, che lui accetta, nutrendosi dopo tanto tempo. Vedendo tutto ciò i cinque asceti, sentendosi traditi, lo abbandonano.
Dean torna da San Francisco e informa Lisa di voler andare in Bhutan con Lama Norbu. Il giovane ingegnere sta riflettendo molto sul senso della vita, e il viaggio in Himalaya costituisce una grande opportunità. Giunti dapprima a Katmandu, Lama Norbu e il suo gruppo cercano il candidato locale: è un bambino di nome Raju, coetaneo di Jesse, che lavora in un circo ed è famoso per essere amante delle scimmiette. Lama Norbu si meraviglia nel vedere che, in mezzo alla folla, Raju e Jesse si incontrano e fanno amicizia. Poco dopo però viene avvertito di un terzo candidato, che vive in un remoto villaggio indiano lungo il confine. Giunto sul posto, sempre con Jesse, Dean e Raju, scopre che si tratta di una bambina, Gita, figlia di un raja morto da pochi anni, che in vita è stato devoto alla causa di Lama Dorje. Da circa un mese, la bambina recita nel sonno i Sutra in lingua tibetana, soprattutto il Sutra del Cuore. Lama Dorje, racconta la giovane vedova, sarebbe morto poco dopo la visita, e a pochi mesi dal triste evento lei sarebbe rimasta sorprendentemente incinta.
Siddhārtha, frattanto, ha ridato vigore al proprio corpo, e iniziato a indossare semplici vesti color zafferano, trascorrendo lungo tempo in meditazione. Mara, un demone molto potente, sceglie di tentarlo con gli spiriti dell'orgoglio, dell'avidità, della paura, dell'ignoranza e del desiderio camuffati come bellissime ragazze. Ma il giovane asceta li respinge con la forza dell'amore e della compassione, provocando l'ira di Mara, che in seguito gli scatena contro la furia delle proprie armate demoniache; dopo che Siddhārtha sconfigge anch'esse, Mara tenta l'ultima carta, apparendo dinnanzi a Siddhārtha come il suo doppio. Dopo un breve colloquio Mara comprende di non avere alcun potere su Siddhārtha e si ritira. A questo punto Siddhārtha raggiunge la pace interiore, diventa onnisciente e ottiene l'Illuminazione: da questo momento sarà noto come Buddha.
Il gruppo raggiunge finalmente il Monastero di Paro, dove i tre bambini vengono sottoposti alle ultime analisi. L'abate del monastero suggerisce a Lama Norbu di consultare l'oracolo, che sancisce che tutti e tre i bambini sono la reincarnazione di Lama Dorje. Lama Norbu riconosce il maestro in ciascuno dei tre bambini, spiegando loro che si tratta di un raro fenomeno, di una manifestazione separata di corpo, parola e mente. Ha inizio un lungo e preciso cerimoniale, che si ripete immutato da molti secoli, durante il quale i tre bambini vengono presentati come reincarnati a pieno titolo. Lama Norbu, ormai in pace, dice a Jesse che forse un giorno sarà lui a trovare la sua reincarnazione e si raccoglie in meditazione, morendo poco dopo. I monaci si preparano immediatamente a compiere i riti funebri previsti, ma il suo spirito si rivolge un'ultima volta ai suoi tre piccoli amici recitando il Sutra del Cuore.
Pochi mesi dopo, le sue ceneri sono divise tra i tre reincarnati, che provvedono a disperderle in modo diverso: Jesse, che sta per avere un fratellino, in mare; Raju, che ha preso i voti monastici, le fa volare attaccate a dei palloncini; Gita invece le lancia dal suo albero. Dopo i titoli di coda si vede la mano di un monaco che, impugnando un vajra, distrugge il mandala appena completato, come testimonianza dell'impermanenza di tutte le cose.

## Distribuzione

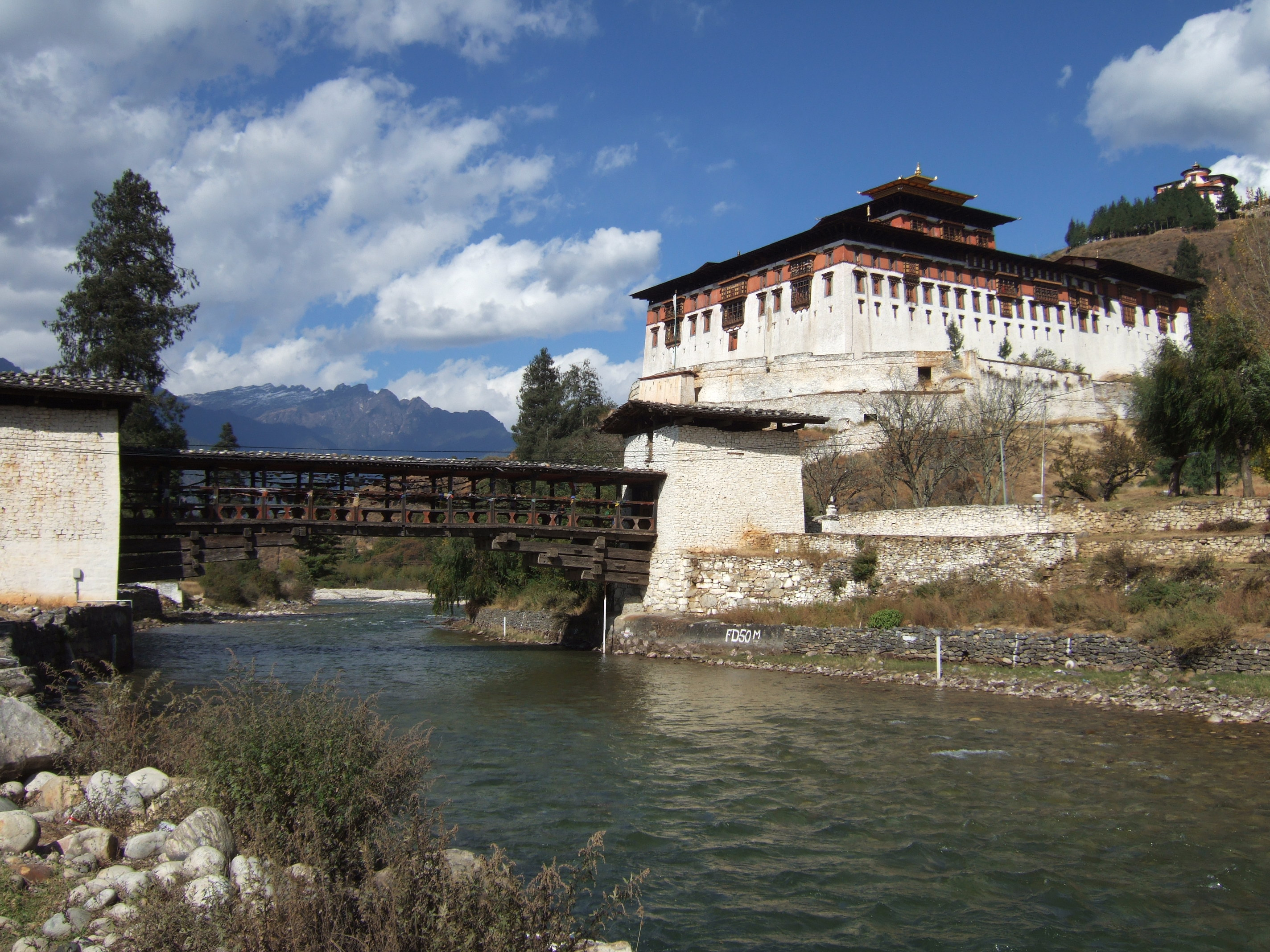
Il Rinpung Dzong nel distretto di Paro (Bhutan), luogo delle riprese.

La prima mondiale del film si tenne a Parigi il 4 novembre 1993, alla presenza dello stesso Dalai Lama, che per la prima volta entrò in un cinema. Per consentirgli di recarsi a dormire alle 21, come sua abitudine, la proiezione si svolse nelle ore del pomeriggio.
Lucky Red ha distribuito per la prima volta il film in Blu-ray Disc il 20 novembre 2012.